# Fiebre de juventud
Fiebre de juventud, també coneguda com Romance en Ecuador, és una pel·lícula de comèdia musical mexicà-equatoriana de 1966 dirigida per Alfonso Corona Blake i protagonitzada per Enrique Guzmán, Begoña Palacios, Rosa María Vázquez i Fernando Luján.

## Argument
Carlos i Luis abandonen l'escola secundària i intenten triomfar amb un grup de música, amb considerable èxit. Viatgen a l'Equador i coneixen a dues germanes, la bella i extravertida Rita i la gata maula Silvia. Luis i Rita s'enamoren bojament i volen casar-se, però el pare de les germanes, Don Jaime, diu que el matrimoni té una condició: Silvia ha de casar-se primer. Luis intenta convèncer a Carlos perquè cortegi a Silvia, però els dos no podrien tractar-se pitjor. No obstant això, les seves experiències juntes faran que de l'odi neixi l'amor.

## Repartiment
- Enrique Guzmán com Carlos.
- Begoña Palacios com Silvia.
- Rosa María Vázquez com Rita.
- Fernando Luján com Luis.
- Ernesto Albán com Don Jaime.
- Lucho Gálvez
- Alejandro Mata
- Julio Jaramillo

## Producció
Fou filmada el juny de 1965 a Guayaquil. Va ser una de diverses produccions cinematogràfiques mexicanes que es van rodar a l'Equador, al costat de pel·lícules com Peligro, mujeres en acción, Cómo enfriar a mi marido, 24 horas de placer i Caín, abel y el otro.

## Estrena
Es va estrenar als cinemes Variedades i Carrusel el 20 d'agost de 1966 com a preestrena, i al cinema Metropolitan l'1 de setembre de 1966 com a estrena normal, durant tres setmanes.